# Dimítris Katsívelis
Dimítris Katsívelis (grec moderne : Δημήτρης Κατσίβελης), né le 1er octobre 1991 à Thessalonique, est un joueur grec de basket-ball. Il mesure 1,98 m,.

## Biographie
Au mois d'août 2020, il retourne à l'AEK Athènes pour une saison.